# 克劳斯·赫耶尔
克劳斯·赫耶尔（挪威語：Claus Høyer，1891年3月17日—1964年11月2日），挪威男子赛艇运动员。他曾代表挪威参加1912年夏季奥林匹克运动会赛艇比赛，获得男子四人单桨有舵手内桨架铜牌。